# XXXXI Korpus Pancerny (III Rzesza)
XXXXI Korpus Pancerny (niem. XXXXI. Panzerkorps) – jeden z niemieckich korpusów pancernych, uczestniczył w agresji na Francję oraz w ataku na Związek Radziecki. 
Korpus został sformowany 24 lutego 1940 roku na Śląsku, pod nazwą XXXXI  Korpus Zmotoryzowany. Następnie został przemianowany na XXXXI Korpus Pancerny, do miało miejsce 10 lipca 1942 roku. Korpus  uczestniczył w 1940 roku w agresji na Francję a w 1941 roku w agresji na Bałkany oraz ataku na Związek Radziecki, gdzie walczył aż do 1944 roku. Według danych radzieckich w czasie walk przeciw Armii Czerwonej nad rzeką Ługą XXXXI KPanc dowodzony przez gen. Georga Reinhardta stracił 35 czołgów i około 500 zabitych.  W lipcu 1944 roku został rozbity w bitwie pod Bobrujskiem. Jednak już w sierpniu został odtworzony i nadal walczył przeciw Armii Czerwonej.
W maju 1945 roku żołnierze XXXXI KPanc. oddali się do niewoli aliantom zachodnim pod Magdeburgiem.

## Dowódcy
- gen. Georg-Hans Reinhardt[3]
- gen. wojsk panc. Josef Harpe[5]
- gen. Helmuth Weidling (15.10.1943)
- gen. por. Edmund Hoffmeister (19.06.1944)
- gen. Helmuth Weidling (1.07.1944)
- gen. por. Wend von Wietersheim (10.04.1945)[6]
- gen. por. Rudolf Holste (19.04.1945)[7]

## Struktura organizacyjna
Skład 22 czerwca 1941 roku:
- 1 Dywizja Pancerna
- 6 Dywizja Pancerna
- 36 Dywizja Piechoty
- 269 Dywizja Piechoty

Skład 1 lipca 1943 roku:
- 18 Dywizja Pancerna
- 86 Dywizja Piechoty
- 292 Dywizja Piechoty